# Хмільовська Галина Іванівна
Галина Іванівна Хмільовська (Алексєєва Галина Іванівна) — поетеса, публіцистка, перекладачка, членка Національної Спілки письменників України, лауреатка журналістської премії Міністерства внутрішніх справ України (1997), літературною премією ім. Василя Симоненка (1998).

## Біографія
Народилася 2 червня 1962 року в місті Нововолинську Волинської області в багатодітній родині інваліда праці-шахтаря. Змалечку почала віршувати.
Вступила в Московський державний університет ім. Ломоносова, 1985 року закінчила факультет журналістики, приїхала з сім'єю до Криму, спочатку в Бахчисарай, потім в село Долинне Бахчисарайського району.
Працювала в системі політпросвіти, випускала щоденники місцевого радіо в колгоспі «Перемога».
В 1988 році взяла участь у перших демократичних виборах голови профспілки працівників зв'язку Бахчисарайського району на альтернативній основі.
1991 року влаштувалася на постійну журналістську роботу — власкорпо Криму тернопільської газети «Заповіт», потім — від заснування — в «Кримських новинах», з травня 1992 року вела на кримському радіо українськомовну громадсько-публіцистичну програму «Ковчег». Після трьох років домагань у київської влади було створено кримську українську телерадіоредакцію, очолила 1 липня 1995.
1996 року переведена на роботу в Представництво Президента України — там не було жодного фахівця з української мови. Через півроку вона — власкор «УТН» Національної телекомпанії України, з лютого 2001 року очолює Всеукраїнський інформаційно-культурний центр в м. Сімферополі.

## Громадська діяльність
Громадська діячка, член правління Кримського республіканського товариства «Просвіта» ім. Т. Г. Шевченка.
Налагодила співпрацю з усіма проукраїнськими, продержавницькими громадсько-політичними, творчими та національно-культурними організаціями і рухами Криму. Розпрацьовує міжрегіональні інформаційно-культурні та літературні зв'язки, зокрема в царині українсько-тюркських літературних взаємин[джерело?].

## Творчість
Літературний шлях розпочала 1995 року добірками віршів на сторінках альманаху «Вітрила», збірці «Золотий гомін. Українська поезія світу».
1998 року вийшла її поетична збірка «Терпкі меди мого кохання», відзначена премією ім. В. Симоненка.
Вірші Хмільовської публікуються в газетах «Літературна Україна», «Кримська світлиця».
Серед мотивів й образів її поезій — благородство людського почуття, краса природи Криму й Крим — край трагедійної депортації кримських татар, казковий куточок України Волинь[джерело?].

## Відзнаки та нагороди
- Почесна грамота Держтелерадіо України (1996)
- Дипломом Лауреата журналістської премії Міністерства внутрішніх справ України (1997)
- Літературна премією ім. Василя Симоненка за книгу поезій «Терпкі меди мого кохання» (1998).